# Феодосий (Цицивос)
Митрополи́т Феодо́сий (греч. Μητροπολίτης Θεοδόσιος, в миру Па́влос Цициво́с, греч. Παύλος Τσιτσιβός; род. 1973, Кипарисос) — епископ Александрийской православной церкви, митрополит Киншасский (с 2022).

## Биография
Окончил начальную школу в Агринионе, где стал духовным сыном будущего митрополита Этолийского Косьмы (Папахристоса). Позднее окончил лицей «Афониад» в административном центре Афона Карье и богословский факультет Университета Аристотеля в Салониках.
11 января 1997 году архимандритом Симеоном (Хадзисом) в монастыре Йирокомиу города Патры был пострижен в монашество. На следующий день митрополитом Никодимом (Валиндрасом) был хиротонисан во иеродиакона. 26 июля 2002 года в Патрах тем же иерархом был хиротонисан во иеромонаха с возведением в достоинство архимандрита. Исполнял различные церковные послушания в том числе при нынешнем митрополите Патрском Хризостоме (Склифасе).
В марте 2016 году перешёл в клир Александрийской православной церкви и определён служить Митрополию Киншасы, где служил протосинкеллом и преподавателем Духовной академии Православного университета Конго.
26 ноября 2018 года Священным синодом Александрийской православной церкви был избран для рукоположения в сан митрополита Канангского.
6 декабря 2018 года в храме святого Николая в Каире состоялась его архиерейская хиротония. Хиротонию совершили: Патриарх Александрйиский и всей Африки Феодор II и иерархи Элладской православной церкви: митрополит Мандинийский и Кинурийский Александр (Пападопулос), митрополит Патрский Хризостом (Склифас), митрополит Этойлийский и Акарнанийский Косма (Папахристос) и митрополит Китрский Георгий (Хризостому).
12 января 2022 года решением Священного синода Александрийского патриархата переведён на Киншасскую митрополию.